# Gbelcia
Gbelcia is een geslacht van vliesvleugeligen uit de familie Pteromalidae. De wetenschappelijke naam van dit geslacht is voor het eerst geldig gepubliceerd in 1961 door Boucek.

## Soorten
Het geslacht Gbelcia omvat de volgende soorten:
- Gbelcia cordilurae Boucek, 1993
- Gbelcia crassiceps Boucek, 1961